# さわやかな男
さわやかな男（さわやかなやつ）は、関西テレビが制作し、フジテレビ系列にて1977年4月3日から1978年3月26日まで毎週日曜21:00～21:54に放送されたテレビドラマ。全49回。

## 概要
3年間続いた花登筺原作及び脚本、西郷輝彦主演の『どてらい男（ヤツ）』の後継作品として放送が開始された。「どてらい男」に引き続き、花登が原作・脚本を手がけた。主演は柴俊夫が務めた。
途中、7月10日から10月2日までは「太陽編」、10月9日から最終回までは「商人（あきんど）編」と呼ばれる。
ドラマの内容は、行商人の息子である一人の男が、大商人を目指していく姿を描いたサクセスストーリー的作品。
なお、柴俊夫と真野響子はこのドラマでの共演が縁で、後に結婚した。
ドラマの撮影は大阪府大阪市北区西天満の関西テレビ旧社屋スタジオで行われた。

## キャスト
- 城勝：柴俊夫
- 氷川玲子：真野響子
- 藤岡琢也
- 桂小金治
- 柳沢真一
- 木下正和：入川保則
- 佐藤田忠彦：仲真貴
- 平太郎：犬塚弘
- 城あや（勝の母）：香川桂子
- 石田：汐路章
- 長曽我部：髙田次郎
- 校長：石井均
- 志村喬
- 有島一郎
- 滝沢修
- 安部徹
- 佐藤田品（忠彦の母）：雪代敬子

以下「太陽編」から
- 勝部先生：龍虎
- 城美代子：神保美喜
- 鴨川：井上治之
- 谷幹一
- 校医：多々良純
- 稲取香保：由美かおる
- 山井：藤巻潤
- 彦之助：夏目俊二
- 堀：桂米朝

以下「商人編」から
- 文子：中村玉緒
- 本田夫人：浅香光代
- 菅井きん
- 小桜京子
- 正司花江
- 三宅：本郷功次郎
- 吉蔵：ハナ肇
- 友一：寺田農
- 徳兵衛：大友柳太朗
- 京子：京まいこ
- 丁稚・亀：井出上勝富
- 綾小路：西村晃

## スタッフ
- 原作・脚本：花登筐「女の味方は俺一人」
- 音楽：南安雄
- 演出：岡林可典、林宏樹、山像信夫、坂上勇、小田切正明

## サブタイトル
| 回数 | 放送日       | サブタイトル     | 演出       | ゲスト             |
| ---- | ------------ | ---------------- | ---------- | ------------------ |
| 1    | 1977年4月3日 | あいつを倒す!    | 岡林可典   |                    |
| 2    | 4月10日      | 氷魚のような女   | 岡林可典   | 佐野浅夫、森明子   |
| 3    | 4月17日      | きかん坊先生     | 岡林可典   |                    |
| 4    | 4月24日      | かみつけ!!小犬   | 岡林可典   |                    |
| 5    | 5月8日       | 商人にはならん!! | 岡林可典   |                    |
| 6    | 5月15日      | 氷魚に賭けた!    | 岡林可典   |                    |
| 7    | 5月22日      | 脱走!?           | 岡林可典   |                    |
| 8    | 5月29日      | 女の正体!?       | 岡林可典   |                    |
| 9    | 6月5日       | たった一人の味方 | 岡林可典   |                    |
| 10   | 6月12日      | 先生なんか汚い!! | 岡林可典   |                    |
| 11   | 6月19日      | 夜を突っ切れ!    | 岡林可典   | 喜味こいし         |
| 12   | 6月26日      | 氷魚が消えた…    | 岡林可典   | 喜味こいし         |
| 13   | 7月3日       | 燃える白!        | 林宏樹     |                    |
| 14   | 7月10日      | 敵を知る!        | 林宏樹     |                    |
| 15   | 7月17日      | 好きにはさせん!  | 林宏樹     |                    |
| 16   | 7月24日      | 女の挑戦!        | 林宏樹     |                    |
| 17   | 7月31日      | 男の闘い!        | 山像信夫   |                    |
| 18   | 8月7日       | 闘いの的!        | 山像信夫   | 月丘千秋           |
| 19   | 8月14日      | 新しい戦い!      | 山像信夫   |                    |
| 20   | 8月21日      | 城勝改め城勝子!? | 山像信夫   |                    |
| 21   | 9月4日       | 天使が味方!?     | 山像信夫   | 田辺靖雄           |
| 22   | 9月11日      | 流星に誓う!      |            |                    |
| 23   | 9月18日      | 勝てる!          |            |                    |
| 24   | 9月25日      | 入魂!!           |            | 田辺靖雄           |
| 25   | 10月2日      | 陽の中で!        |            |                    |
| 26   | 10月9日      | 商の心!          |            |                    |
| 27   | 10月16日     | 出逢い           | 坂上勇     | 花沢徳衛           |
| 28   | 10月23日     | うどんとそば     | 山像信夫   |                    |
| 29   | 10月30日     | 初商い           | 山像信夫   |                    |
| 30   | 11月6日      | 土台がため       | 山像信夫   |                    |
| 31   | 11月13日     | 信用料           | 山像信夫   | 津川雅彦           |
| 32   | 11月20日     | 丁稚奉公         | 山像信夫   | 海老沢寛           |
| 33   | 11月27日     | 職人の世界       | 山像信夫   |                    |
| 34   | 12月4日      | 職人の値打ち     | 山像信夫   |                    |
| 35   | 12月11日     | 抜け道を探せ!    | 山像信夫   |                    |
| 36   | 12月18日     | 詫び料           | 山像信夫   |                    |
| 37   | 12月25日     | 友禅洋服         | 山像信夫   |                    |
| 38   | 1978年1月8日 | 独立第一歩!!     | 山像信夫   | 西郷輝彦           |
| 39   | 1月15日      | 問屋の策謀       | 山像信夫   |                    |
| 40   | 1月22日      | 染屋気質         | 山像信夫   |                    |
| 41   | 1月29日      | 商人の眼         | 山像信夫   |                    |
| 42   | 2月5日       | 裏を読め!        | 山像信夫   | 月亭可朝、平参平   |
| 43   | 2月12日      | 母の死           | 山像信夫   |                    |
| 44   | 2月19日      | 男に惚れた       | 山像信夫   | 三条美紀           |
| 45   | 2月26日      | 百貨店を狙え!    | 山像信夫   | 三条美紀、森次晃嗣 |
| 46   | 3月5日       | 京女の意地       | 小田切成明 | 三条美紀           |
| 47   | 3月12日      | 勝負の型友禅     | 山像信夫   | 田崎潤             |
| 48   | 3月19日      | 涙の型友禅       | 山像信夫   |                    |
| 49   | 3月26日      | 明日へ挑戦!!     | 山像信夫   | 田崎潤             |

## 休止
- 1977年5月1日と同年8月28日は、それぞれプロ野球中継「ヤクルト×巨人」戦（明治神宮野球場。20:00 - 21:54）のため休止[2]。
- 1978年1月1日は、正月特別番組『アッ!はぷにんぐ・ニューイヤー』のため、放送休止[3]。

## ネット局
特記の有るもの以外の放送時間は全て、日曜 21:00 - 21:54、同時ネット
- 関西テレビ（制作局）
- フジテレビ
- 北海道文化放送[4]
- 秋田テレビ[5]
- 山形テレビ[6]
- 仙台放送[7]
- 福島テレビ：土曜 21:00 - 21:54[7]
- 新潟総合テレビ：土曜 13:00 - 13:54[8]
- テレビ静岡[9]
- 長野放送[10]
- 富山テレビ[11]
- 石川テレビ[11]
- 福井テレビ[11]
- 東海テレビ[12]
- 山陰中央テレビ[13]
- 岡山放送：金曜 16:00 - 16:54（1977年6月10日放送開始）[14]
- テレビ新広島[15]
- テレビ愛媛[16]
- テレビ西日本[17]
- サガテレビ[17]
- テレビ長崎：日曜 22:30 - 23:24[18]
- テレビ熊本：火曜 22:00 - 22:54[18]
- テレビ大分：日曜 18:00 - 18:55[16]
- 鹿児島テレビ：土曜 22:00 - 22:55[19]
- 沖縄テレビ[20]